# Мисовка
Мисовка (рум. Misovca) — село в Яловенском районе Молдавии. Наряду с сёлами Гангура, Александровка и Хомутяновка входит в состав коммуны Гангура.

## История
Село основано в 1908 году генералом Мисовым. Храм села освящён в день св. Николая— 22 мая.
Наиболее бурное развитие села было в 1980-е годы.

## География
Село расположено на высоте 76 метров над уровнем моря. По центру села протекает речка, которая является левым притоком реки Ботна. Основная часть села расположена в низине по обе стороны речки.
Рядом с селом находятся 2 карьера (глиняный и песчаный)

## Население
По данным переписи населения 2004 года, в селе Мисовка проживает 563 человека (302 мужчины, 261 женщина).
Этнический состав села:
| Национальность | Число жителей | Процентный состав |
| -------------- | ------------- | ----------------- |
| молдаване      | 281           | 49.91             |
| украинцы       | 228           | 40.5              |
| русские        | 26            | 4.62              |
| болгары        | 18            | 3.2               |
| прочие         | 10            | 1.78              |
| Всего          | 563           | 100 %             |

## Экономика
Через все село проложена асфальтированная дорога регионального значения R32.
Ближайшая железнодорожная станция находится в 2 километрах от села. У окраины села имеется водохранилище, в котором промышляют рыболовством.
С 2011 года в селе начато производство древесного угля.

## Инфраструктура
В селе есть русская гимназия, в которой также с 2014 года учатся дети с села Александровка, из-за проведенной оптимизации и закрытии Александровской гимназии в 2010 году.
Также имеются магазин, дом культуры, библиотека, медпункт.
В 2002 году был восстановлен центральный мост, разрушенный ранее от наводнения.
В 2006 году был восстановлено водоснабжение всего села прерванное в 90-е.
В 2011 началась частичная газификация.
В 2014 году была отстроена автобусная остановка в центре села.
В 2018 началась дорожные работы по улучшению транспортной доступности в результате дороги по центру села были покрыты щебенночным покрытием 

## Связь
В 2006 году компанией «Moldtelecom» в селе была модернизирована линия телекоммуникации. Стандартную телефонную линию заменили на беспроводные стационарные терминалы «CDMA».
Вследствие модернизации изменился код доступа к абонентам 0-268-94-5-ХХ.
Покрытие села мобильными операторами: «MOLDCELL», «ORANGE», «Unite».
В 2012 году была установлена телекоммуникационная вышка «Unite», благодаря чему в населенном пункте осуществляется доступ к интернету через 3G.